# Désorbitation
La désorbitation, dans le domaine de l'astronautique, est la manœuvre consistant à faire quitter à tout ou partie d'un engin spatial l'orbite qu'il décrit autour d'un astre en vue de le diriger vers un point donné de la surface de celui-ci ou de provoquer sa chute.
Le terme correspondant en anglais est de-orbiting.
Le terme de désorbiter (en anglais to de-orbit) désigne l'action correspondant à la désorbitation.

## Référence
Droit français : arrêté du 20 février 1995 relatif à la terminologie des sciences et techniques spatiales.